# Nansenflasche

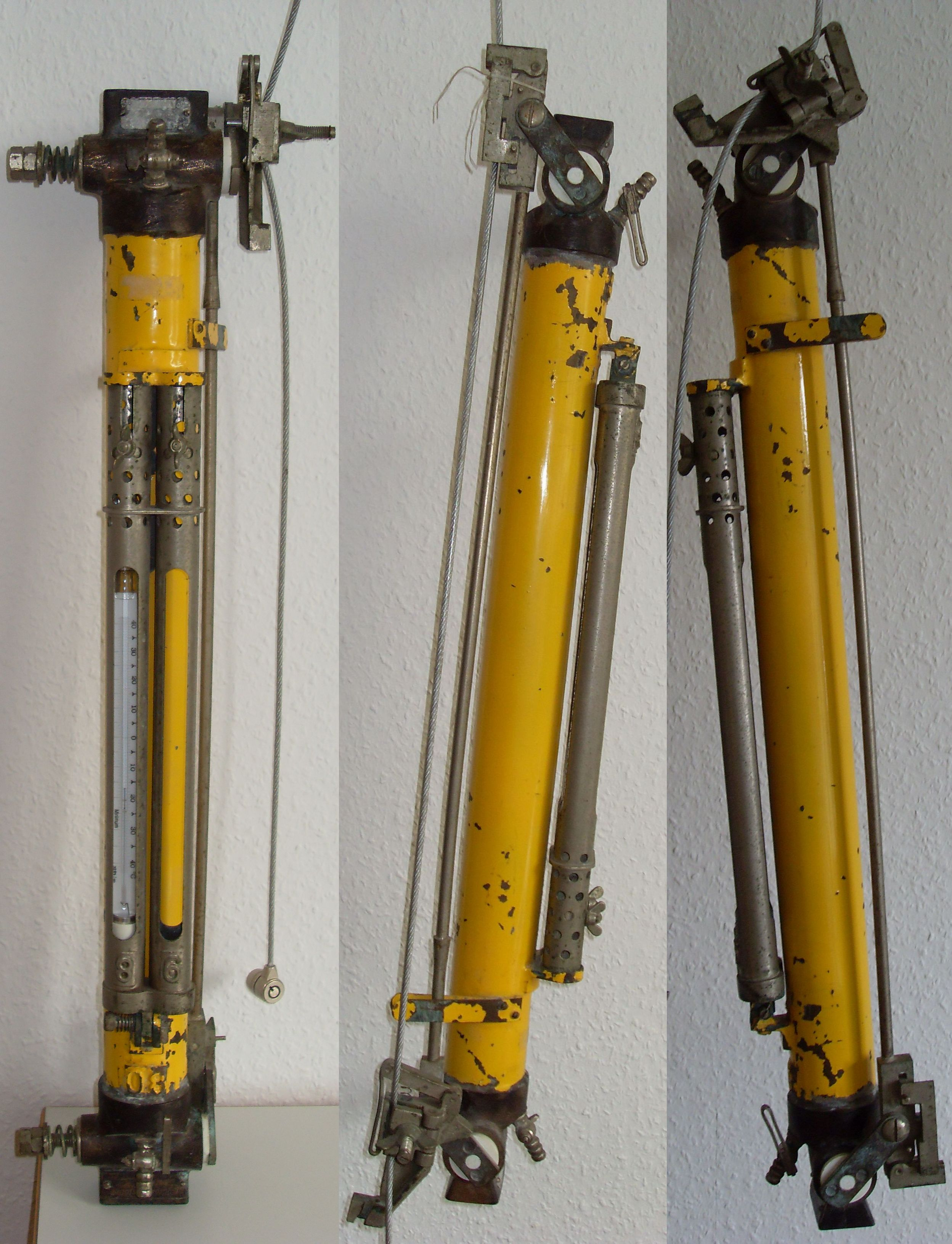
Nansenflasche; links: Frontansicht mit Thermometerhalter; Mitte: Zustand offen; rechts: Zustand nach Drehung geschlossen

Die Nansenflasche oder Kippthermometer ist ein hydrographisches Gerät zur Entnahme von Wasserproben aus bestimmten Tiefen. Außerdem hat sie Aufnahmen für spezielle Quecksilber-Thermometer, mit denen die Temperatur der Meereswärme und der hydrostatische Druck in der gewünschten Tiefe gemessen werden kann. Sie wurde 1910 von dem Ozeanografen Fridtjof Nansen konstruiert.
Die „Flasche“ ist ein schlanker Zylinder aus Metall oder Kunststoff. Die beiden verjüngten Enden dieses Zylinders können mit je einem Deckel verschlossen werden. Er wird oben und unten an einer Leine befestigt und in das Meer hinabgelassen. Wenn die gewünschte Tiefe erreicht ist, lässt man an dem Tau ein Fallgewicht, „Messenger“ genannt, hinabgleiten, das beim Auftreffen auf einen Entriegelungsmechanismus den Zylinder oben aushakt und er sich daraufhin um 180° dreht, sein oberes Ende kippt dabei nach unten. Bei dieser Drehung werden die beiden Ventile, die sich an den axialen Enden des Zylinders befinden, fest verschlossen. So wird die Wasserprobe eingeschlossen und kann ungestört an die Oberfläche geholt werden. Durch einen kleinen Hahn kann das Wasser dann entnommen werden.
Mit Hilfe eines Quecksilber-Kippthermometers wird die Wassertemperatur während des Kippvorgangs gemessen, indem beim Kippen der Nansenflasche der Quecksilberfaden durch die Schwerkraft an einer Verengung der Kapillare abreißt und die Quecksilbermenge in 2 Teile (in Säule bzw. Reservoir) trennt. Damit wird die Länge der Säule fixiert und die In-situ-Temperatur kann nach dem Einholen abgelesen werden. Da der Wasserdruck durch Zusammenpressen des Reservoirs die Temperaturmessung beeinflussen würde, wird das Thermometer durch ein druckfestes Gehäuse geschützt. Gleichzeitig wird ein ungeschütztes Thermometer mitgeführt und gekippt; der nachfolgende Vergleich beider Messungen erlaubt es, neben der Temperatur auch den Druck zu ermitteln.
Häufig wird durch den Kippmechanismus auch noch ein weiteres Botengewicht ausgelöst, das an der Leine weiter nach unten gleitet und auf eine in größerer Tiefe angebrachte weitere Nansenflasche trifft und deren Mechanismus auslöst. Indem man eine Reihe von Flaschen und Gewichten an einer Leine übereinander anordnet und in die Tiefe lässt, lässt sich in sehr kurzer Zeit eine Reihe von Proben und Temperatur- bzw. Druck-Messungen innerhalb einer ganzen Wassersäule gewinnen.

## Nachfolger Niskinflasche
Vereinzelt an verschiedenen Stellen eines langen Seils befestigte Nansenflaschen erfordern sowohl beim Ablassen als auch Hochhieven ein zeitraubendes Handling. 1966 wurde von Shale Niskin die ebenfalls schlanke Niskinflasche patentiert. Mehrere solcher Flaschen, jeweils aufrecht stehend, rund um eine Sonde zur Messung von elektrischer Leitfähigkeit (Salzkonzentration), Temperatur und Druck (Tiefe) (Conductivity, Temperature, Depth) montiert bilden eine CTD-Rosette, die die Nansenflaschen in der Praxis weitgehend abgelöst haben. Die Rosette wird als einziger am Seilende befestigter Teil in die Tiefe gelassen und kann auch am Grund aufkommen. Die dabei parallel gemessenen 3 – oder auch mehr – Daten können live über ein Kabel nach oben übermittelt und geloggt werden. In gewünschten Stellen der Tiefe wird jeweils eine – längs durchspülte – Niskinflasche kabelferngesteuert geschlossen und damit die Wasserprobe fixiert, was in der Regel erst beim Hochziehen geschieht, um die Probentemperatur beim Transport möglichst wenig zu verändern. Die CTD-Rosette des Alfred-Wegener-Instituts trägt etwa 12 Niskinflaschen mit je 12 Liter Volumen.
Um Meerwasser nahe dem Meeresboden, also in der Strömungsgrenzschicht Sediment/Wasser, zu beproben, wird ein dreibeiniger Bodenwasserschöpfer stabil am Boden abgesetzt. Durch eine radial abstehende, steife Strömungsfahne hat sich dabei sein prismatisches Außengestell in der momentanen Wasserströmung ausgerichtet. Mehrere Niskinflaschen sind in verschiedenem Abstand zum Boden, den gewünschten Probennahmehöhen, waagrecht orientiert auf einem Rahmen montiert. Um die sichere Durchströmung der Flaschen zu erreichen, dreht sich dieser flaschentragende Rahmen mittels einer eigenen kleineren Strömungsfahne mit wechselnder Strömungsrichtung innerhalb eines 120° breiten Sektors ausreichend mit.